# Pizzicato Five
I Pizzicato Five (ピチカート・ファイヴ?, Pichikaato Faibu), spesso abbreviati in P5, sono stati un gruppo Shibuya kei giapponese.

## Storia del gruppo
I Pizzicato Five hanno le loro radici nel 1980, anno in cui i due compagni di scuola e DJ Yasuharu Konishi e Keitaro Takanami (detto K-taro Takanami) fondarono un primo gruppo musicale in cui avrebbero militato vari membri. Il gruppo divenne stabile solo nel 1984 quando la cantante Sasaki Mamiko si unì a Konishi e Takanami.
I Pizzicato Five sono stati uno dei gruppi più rappresentativi del pop anni novanta, dell'easy listening, della cultura neo-lounge internazionale, del revival anni sessanta, ed in generale uno dei gruppi giapponesi più famosi nel mondo, noti agli appassionati di musica nipponica e non. I loro primi album uscirono solo in Giappone, in seguito approdarono anche nel mercato commerciale estero. Autori molto prolifici, i due musicisti si sono sempre accompagnati con una vocalist femminile che è cambiata più volte negli anni, sempre mantenendo la formazione a tre componenti.
Nel 1990 entrò a far parte del gruppo la vocalist Maki Nomiya, la più stabile e famosa fra le cantanti che hanno fatto parte dei Pizzicato Five. A partire dalla metà del decennio i Pizzicato Five restano quindi in due, e la quasi totalità delle canzoni viene scritta da Yasuharu Konishi. Gli anni '90 rappresentano il culmine della fama e della carriera del gruppo, che vende album in tutto il mondo e riceve recensioni entusiastiche da riviste di ogni continente. Subito dopo l'album The Fifth Release from Matador la band decide però di sciogliersi il 31 marzo 2001 con un concerto tenuto a Tokyo. In seguito Maki Nomiya ha intrapreso una carriera solista mentre Yasuharu Konishi è tornato alla sua attività di DJ.

## Stile musicale
Responsabili di aver popolarizzato lo shibuya-kei dai circoli underground e precorso il revival easy listening degli anni novanta, i Pizzicato Five citano innumerevoli tendenze musicali provenienti da tutto il mondo quali il j-pop, la drum and bass, il jazz e la musica da cocktail fra le molte. Importante elemento dei loro brani è il cantato in giapponese di Nomiya, che contribuisce a dare un piglio esotico alla loro musica. Il repertorio allegro e ironico dei Pizzicato Five riecheggia i successi musicali degli anni sessanta ed è stato definito da più parti "stiloso" e "alla moda". Molti sottolineano anche il loro carattere postmoderno e kitsch.

## Formazione
- Maki Nomiya (野宮真貴?, Nomiya Maki), 1990~2001 - voce
- Yasuharu Konishi (小西康陽?, Konishi Yasuharu), 1984~2001 - voce, chitarra, basso, tastiera

Ex componenti
- K-taro Takanami (高浪慶太郎?, Takanami Keitarō), poi  (高浪敬太郎?, Takanami Keitarō), 1984~1994 - voce, chitarra
- Mamiko Sasaki (佐々木麻美子?, Sasaki Mamiko), 1984~1987 - voce
- Ryo Kamomiya (鴨宮諒?, Kamomiya Ryō), 1984~1987 - tastiera
- Takao Tajima (田島貴男?, Tajima Takao), 1988~1990 - voce

Cronologia

## Discografia parziale
Sono stati prodotti sedici album in studio in quindici anni di attività oltre a singoli, compilation, live, remix, ristampe e materiale promozionale.

### Album in studio
- 1987 - Couples
- 1988 - Bellissima!
- 1989 - On Her Majesty's Request
- 1990 - Soft Landing on the Moon
- 1991 - This Year's Girl
- 1992 - Sweet Pizzicato Five
- 1993 - Bossa Nova 2001
- 1994 - Overdose
- 1995 - Romantique 96
- 1997 - Happy End of the World
- 1998 - Playboy & Playgirl
- 1999 - The Fifth Release From Matador
- 2001 - Çà et là du Japon

### Raccolte
- 1994 - Made in USA
- 1995 - The Sound of Music

### EP
- 1994 - Five by Five
- 1994 - On the Sunny Side of the Street
- 1999 - Darlin' Of Discothèque E.P.
- 1999 - Nonstop To Tokyo E.P.
- 1999 - A Perfect World E.P.

### Singoli
- 1985 - Audrey Hepburn Complex
- 1986 - In Action
- 1990 - Lover's Rock
- 1993 - Sweet Soul Revue
- 1993 - The Night Is Still Young
- 1994 - Happy Sad
- 1994 - Superstar
- 1995 - Triste
- 1996 - Baby Portable Rock
- 1996 - A Message Song
- 1997 - It's a Beautiful Day
- 1997 - Mon Amour Tokyo
- 1997 - PORNO 3003
- 1997 - I Hear a Symphony
- 1998 - La règle du jeu
- 1998 - Such a Beautiful Girl Like You
- 1998 - Week-End
- 1998 - Playboy Playgirl
- 2000 - À Tokyo
- 2000 - 24 Décembre